# Henri Selmer Paris
Henri Selmer Paris é uma marca francesa de instrumentos musicais com fábrica em Mantes-la-Ville, nos arredores de Paris. Fundada em 1885, a empresa pertencia, originalmente, à família Selmer, que lhe deu o nome. Atualmente, faz parte do grupo Conn-Selmer. A marca Selmer Paris é reconhecida como um dos grandes produtores de instrumentos profissionais de alto nível, sobretudo saxofones e clarinetes.
Os saxofones Selmer Paris têm sido apreciados por muitos saxofonistas conhecidos, como Marcel Mule, Claude Delangle, Frederick Hemke, Charlie Parker, John Coltrane, Paul Desmond, Herschel Evans, Zoot Sims, Michael Brecker, Sonny Rollins, Ornette Coleman e Coleman Hawkins.

## História

### Selmer Paris
No final do séc. XIX, os irmãos Alexandre e Henri Selmer formaram-se no Conservatório de Paris como clarinetistas. Fundaram a Henri Selmer & Cie. em 1885, quando Henri começou a fabricar palhetas e boquilhas de clarinete. Em 1898, a Selmer abriu uma loja de venda e reparo de instrumentos em Parise começou a produzir clarinetes. Em 1904, os clarinetes Selmer foram apresentados na feira mundial de Saint Louis, vencendo uma medalha de ouro.  Alexandre Selmer estabeleceu-se em Nova Iorque em 1909, abrindo uma loja que vendia clarinetas e boquilhas Selmer.  A H&A Selmer (USA) Company, originalmente um revendedor, fruto da parceria entre os dois irmãos, foi incorporada em 1923, tendo a H. Selmer & Cie preservado uma participação minoritária. Em seguida, foi vendida para o parceiro americano George Bundy, em 1927, encerrando a participação da francesa H. Selmer & Cie na na companhia americana.
Em 1995, a Selmer Industries francesa foi comprada pela Steinway Musical Properties Company, proprietária da fábrica de pianos Steinway & Sons, mudando seu nome para Steinway Musical Instruments. Em 2003 a Steinway fundiu a Selmer com outra subsidiária, a C.G. Conn Company, formando a Conn-Selmer.

## Lista histórica de instrumentos Selmer Paris

### Saxofones
- Modele 22 (1922–1925)
- Modele 26 (1926–1929)
- Modele 28 (1928–1929)
- Selmer Adolphe Sax (1929–1935)
- New Largebore (1929)
- Super Series "Cigar Cutter" (1930–1932)
- Super Series (1932–1933)
- Radio Improved (Super) (1934–1938)
- Jimmy Dorsey Model (Super) (1935–1938)
- Balanced Action]] (1936–1947)
- Super Action (1948–1953)
- Mark VI (1954–1975 para alto e tenor, 1954–1980 para os outros tipos)
- Mark VII (1974–1980, apenas alto e tenor)
- Selmer Super Action 80 (1980–1985)
- Super Action 80 Series II (1985-)
- Series III (1994-)
- Reference 54 / Reference 36 (2000-)
- Edition Limitée (2014–2015)

## Ligações Externas
- Site oficial (em inglês ou francês)
- Henri Selmer Paris no site da Conn-Selmer (em inglês).